# Brianchon-tétel

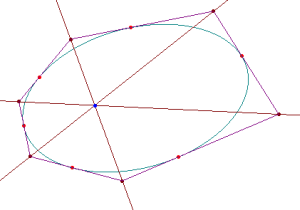
A Brianchon-tétel ábrázolása

A Brianchon-tétel klasszikus tétel a projektív síkgeometriában. Charles Julien Brianchon (1783–1864), francia matematikus után nevezték el.
A tétel azt mondja ki, hogy:
Egy kúpszelet köré írt ABCDEF hatszögben (ahol az oldalak a kúpszelet érintői) az (AD,BE,CF) átlók egy pontban metszik egymást. Ez a Brianchon-pont.
Duálisa a Pascal-tétel.
A Brianchon-tétel és a Pascal-tétel alkalmazásaként lehetséges  kúpszelethez pontokat és érintőket csak vonalzóval szerkeszteni.
A tétel a Pascal-tétel bizonyításának dualizálásával bizonyítható.